# أناشيد سليمان
أناشيد سليمان هي مجموعة من 42 نشيد تُنسب إلى النبي سليمان، يعود تاريخها بشكل عام إلى القرن الأول أو الثاني الميلادي، وإن كان بعض العلماء يعتقدون أنها كُتبت في تاريخ لاحق. يُعتقد أن اللغة الأصلية للأناشيد كانت إما يونانية أو سريانية، ويعتقد غالبية العلماء أنها كاتبها مسيحي، من المحتمل أنه كان سابقًا عضوًا في المجتمع الإسيني قبل تحوله إلى المسيحية، لتشابهها في عدة أوجه مع الكتابات التي عُثر عليها في قمران. زعم البعض بأن الكاتب تقابل شخصيًا مع يوحنا المعمدان، وطرح قلة من العلماء نظرية تقوبل بأن الأناشيد ذات أصل غنوصي، لكن هذه النظرية لا تحظى بقبول واسع النطاق.

## وصلات خارجية
- "The Odes of Solomon: Introduction and Translation"
- Chisholm, Hugh, ed. (1911). "Solomon, Odes of" . Encyclopædia Britannica (بالإنجليزية) (11th ed.). Vol. 25. p. 365.
- Internet Archive Search